# Colli Bolognesi (vino)
Il Colli Bolognesi è una DOC riservata ad alcuni vini la cui produzione è consentita nella Città metropolitana di Bologna e minimamente nella Provincia di Modena. Le condizioni ambientali e di coltura dei vigneti sono tassativamente quelle collinari, tipiche della zona di produzione.

## Zona di produzione
La zona di produzione comprende:

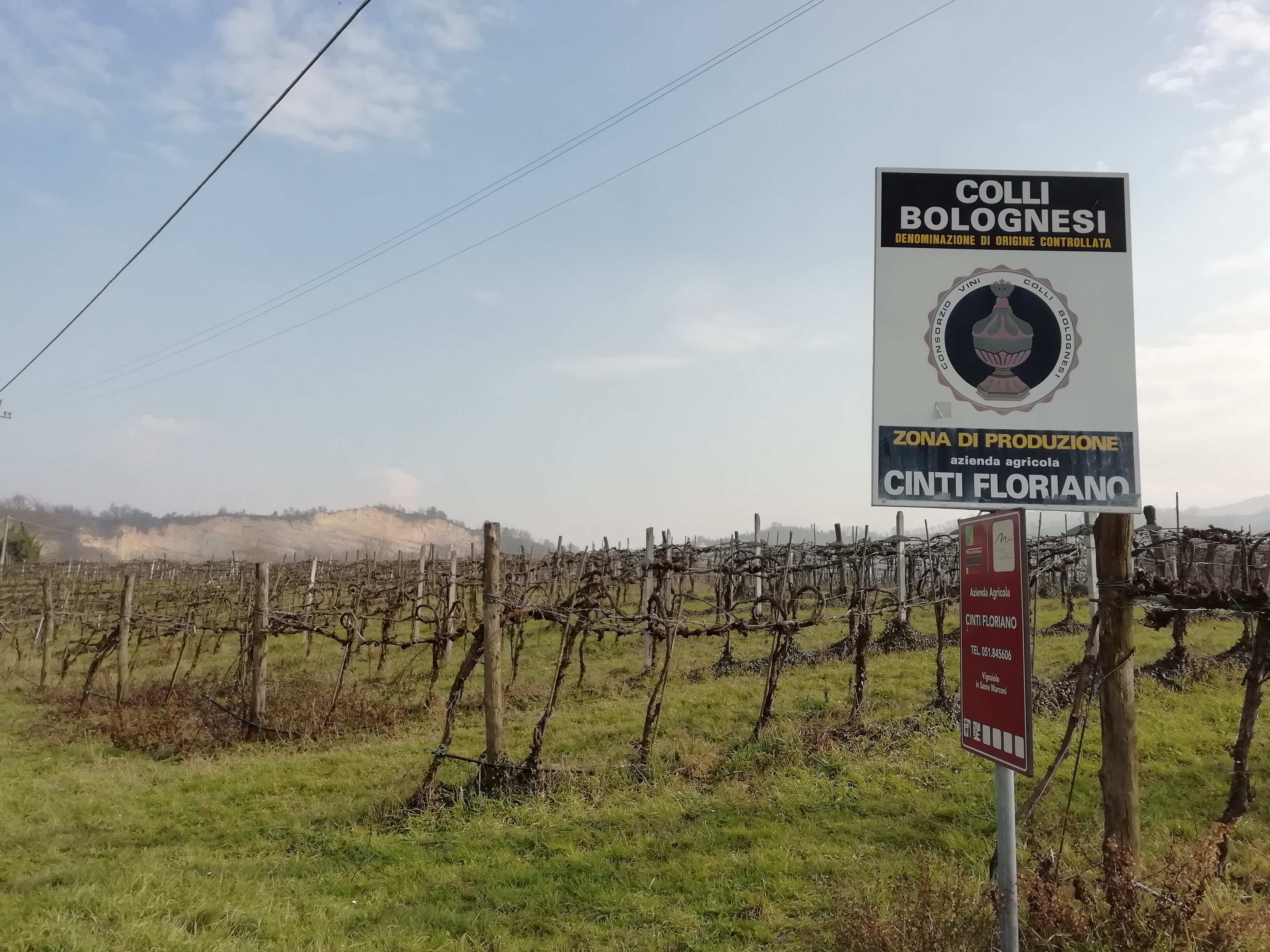
Zona di produzione del Colli Bolognesi DOC a Sasso Marconi

L'intero territorio collinare dei comuni di:
Città metropolitana di Bologna
- Monteveglio[2]
- Castello di Serravalle[2]
- Monte San Pietro
- Sasso Marconi
- Savigno[2]
- Marzabotto
- Pianoro

Solo parte del territorio dei comuni di:
Città metropolitana di Bologna
- Bazzano[2]
- Crespellano[2]
- Casalecchio di Reno
- Bologna
- San Lazzaro di Savena
- Zola Predosa
- Monterenzio

Provincia di Modena
- Savignano sul Panaro

## Sottozona "Bologna"
La zona di produzione comprende:
- L'intero territorio collinare nei comuni di Monteveglio, Castello di Serravalle, Monte San Pietro
- Parte del territorio collinare nei comuni di Bologna, Bazzano, Marzabotto, Pianoro, Crespellano, Savigno, Casalecchio di Reno, Sasso Marconi, San Lazzaro di Savena, Zola Predosa e Savignano sul Panaro.

## Storia
Plinio il Vecchio nel capitolo “Ego sum pinus laeto” della “Naturalis historia”, enuncia che in “apicis collibus bononiensis” vi si produceva un vino frizzante ed albano, cioè biondo, molto particolare ma non abbastanza dolce per essere piacevole ai latini. Nell'alto medioevo anche qui la viticoltura venne preservata dalla solerzia dei monaci.
Nel 1300, Pier de' Crescenzi, nel più importante trattato di agronomia medievale "Ruralium commordorum - libro XII" descriveva le caratteristiche organolettiche del “pignoletto” che si beveva allora, in quanto il vino, oltre che maggiormente prodotto, era quello più gradito per piacevolezza e per la vivace e dorata spuma.
A partire dal 1250 risalgono i primi estimi del comprensorio vitivinicolo e lo statuto di Bologna ordina la costruzione della "Strada dei vini" per trasportare con sicurezza verso la città i vini ottenuti nelle colline.

## Disciplinare
il Colli Bolognesi è stato istituito con DPR 29.07.1975 pubblicato sulla Gazzetta Ufficiale n. 318 del 02.12.1975
 Successivamente è stato modificato con 
- DPR 13.12.1979 - GU G.U. 130 del 14.05.1980
- DPR 12.02.1985 G.U. 248 del 21.10.1985
- DPCM 06.11.1991 G.U. 224 del 23.09.1992
- DM 31.07.1993 G.U. 191 del 16.08.1993
- DM 12.08.1995 G.U. 215 del 14.09.1995
- DM 06.06.2011 G.U. 140 del 18.6.2011
- DM 30.11.2011 G.U. 295 del 20.12.2011
- D.M. 07.03.2014 Pubblicato sul sito ufficiale del Mipaaf[4]

Le prime versioni prevedevano anche le sottozone Colline Marconiane, Serravalle, Terre di Monte Budello, Colline di Riosto, Colline di Oliveto, Monte San Pietro e Zola Predosa, tutte abrogate.
Il 14.06.2016 è stato pubblicato un DM di modifica che elimina ogni riferimento alle uve Pignoletto e ai vini con esse prodotti, in quanto oggetto di istituzione di apposita DOCG.

## Tipologie
La denominazione Colli Bolognesi prevede sette tipologie e una sottozona, denominata Bologna, con tre tipologie.
Fino al 2016 era prevista anche la tipologia Pignoletto, nelle versioni Superiore, Frizzante, Spumante e Passito, poi incorporate nella DOCG Colli Bolognesi Classico Pignoletto, istituita già nel 2010.
In tutte le tipologie è consentito l'uso della menzione «vigna», seguita dal relativo toponimo o nome tradizionale ed è obbligatoria l'indicazione dell'annata di produzione delle uve, eccetto per lo spumante e il frizzante.
La resa massima delle uve in vino è sempre pari al 70%

### Barbera
La versione riserva viene immesso al consumo dopo un invecchiamento di almeno 36 mesi, di cui almeno 5 in bottiglia; il colore tende al granato. La versione frizzante ha spuma vivace ed evanescente e colore tendente al violaceo.
|                                | Barbera                   | Barbera riserva |
| uvaggio                        | Barbera min 85 % max 100% |                 |
| titolo alcolometrico minimo    | 11,50 % vol.              | 12,00 % vol.    |
| acidità totale minima          | 4,5 g/l.                  |                 |
| estratto secco minimo          | 18,00 g/l                 | 22,00 g/l       |
| resa massima di uva per ettaro | 120 q.                    |                 |
| resa massima di uva in vino    | 70 %                      |                 |

#### Caratteri organolettici
- Aspetto: rosso rubino, tendente al violaceo;
- Olfatto: vinoso, caratteristico;
- Gusto: armonico, secco o abboccato, tranquillo, di medio corpo, talvolta di buona acidità.

#### Abbinamenti consigliati
Antipasti con salumi, carni bollite o marinate, formaggi di media stagionatura.

### Merlot
| uvaggio                        | Merlot min 85% max 100% |
| titolo alcolometrico minimo    | 11,00 % vol.            |
| acidità totale minima          | 4,5 g/l.                |
| estratto secco minimo          | 18,00 g/l               |
| resa massima di uva per ettaro | 120 q.                  |
| resa massima di uva in vino    | 70 %                    |

#### Caratteri organolettici
- Aspetto: rosso con riflessi violacei;
- Olfatto: caratteristico, erbaceo;
- Gusto: pieno, armonico.

### Cabernet Sauvignon
| uvaggio                        | Cabernet sauvignon min 85% max 100% |
| titolo alcolometrico minimo    | 11,50 % vol.                        |
| acidità totale minima          | 4,5 g/l.                            |
| estratto secco minimo          | 18,00 g/l                           |
| resa massima di uva per ettaro | 120 q.                              |
| resa massima di uva in vino    | 70 %                                |

#### Caratteri organolettici
- Aspetto: rosso, tendente al granato;
- Olfatto: intenso, caratteristico;
- Gusto: secco, morbido, pieno, armonico.

### Chardonnay
| uvaggio                        | Chardonnay min 85% max 100% |
| titolo alcolometrico minimo    | 11,5% vol.                  |
| acidità totale minima          | 4,00 g/l.                   |
| estratto secco minimo          | 14,00g/l                    |
| resa massima di uva per ettaro | 120 q.                      |
| resa massima di uva in vino    | 70%                         |

#### Caratteri organolettici
- Aspetto: giallo paglierino;
- Olfatto: tipico, delicato e caratteristico;
- Gusto: secco o abboccato, armonico.

### Sauvignon
| uvaggio                        | Sauvignon min 85% max 100% |
| titolo alcolometrico minimo    | 11,0 % vol.                |
| acidità totale minima          | 4,00 g/l.                  |
| estratto secco minimo          | 11,00g/l                   |
| resa massima di uva per ettaro | 120 q.                     |
| resa massima di uva in vino    | 70%                        |

#### Caratteri organolettici
- Aspetto: giallo paglierino più o meno carico;
- Olfatto: delicato, leggermente aromatico, caratteristico;
- Gusto: secco o abboccato, di corpo fresco, armonico.

### Riesling Italico
| uvaggio                        | Riesling Italico min 85% max 100% |
| titolo alcolometrico minimo    | 11,0 % vol.                       |
| acidità totale minima          | 4,50 g/l.                         |
| estratto secco minimo          | 14,00g/l                          |
| resa massima di uva per ettaro | 120 q.                            |
| resa massima di uva in vino    | 70%                               |

#### Caratteri organolettici
- Aspetto: giallo paglierino più o meno carico;
- Olfatto: delicato,  caratteristico;
- Gusto: secco o abboccato, caratteristico, armonico.

### Pinot Bianco
| uvaggio                        | Pinot Bianco min 85% max 100% |
| titolo alcolometrico minimo    | 11,0 % vol.                   |
| acidità totale minima          | 4,00 g/l.                     |
| estratto secco minimo          | 14,00g/l                      |
| resa massima di uva per ettaro | 110 q.                        |
| resa massima di uva in vino    | 70%                           |

#### Caratteri organolettici
- Aspetto: giallo paglierino più o meno carico, talvolta con riflessi verdognoli;
- Olfatto: delicato,  caratteristico;
- Gusto: secco o abboccato, armonico.

### Bologna rosso
È prevista la variante riserva, con invecchiamento di almeno 36 mesi, di cui almeno 5 in bottiglia.
|                                | tipologia base             | riserva     |
| uvaggio                        | Cabernet Sauvignon min 50% |             |
| titolo alcolometrico minimo    | 12,00% vol.                | 12,50% vol. |
| acidità totale minima          | 4,50 g/l.                  |             |
| estratto secco minimo          | 20,00 g/l.                 | 24,00 g/l.  |
| resa massima di uva per ettaro | xxx q.                     |             |
| resa massima di uva in vino    | xx%                        |             |

#### Caratteri organolettici
- Aspetto: rosso rubino tendente al granato con l'invecchiamento;
- Olfatto: intenso, gradevole, caratteristico, a volte erbaceo;
- Gusto: vellutato, di corpo, sapido, armonico.

### Bologna bianco
| uvaggio                     | Sauvignon in misura non inferiore al 50%; Trebbiano può concorrere fino ad un massimo del 15%. + altri |
| colore                      | giallo paglierino più o meno carico                                                                    |
| odore                       | delicato, gradevole e caratteristico                                                                   |
| sapore                      | secco o abboccato, armonico, fresco, tranquillo o leggermente brioso                                   |
| titolo alcolometrico minimo | 11,5% vol                                                                                              |
| acidità totale minima       | 4,50 g/l.                                                                                              |
| estratto secco minimo       | 15,00g/l                                                                                               |

### Bologna spumante
Può essere prodotto come extra brut, brut e extra dry
| uvaggio                     | Chardonnay e/o Pinot bianco, non meno del 40%; per la differenza Sauvignon, Riesling, Pinot nero, Grechetto gentile |
| spuma                       | fine e persistente                                                                                                  |
| colore                      | giallo paglierino più o meno carico                                                                                 |
| odore                       | delicato, gradevole e caratteristico                                                                                |
| sapore                      | armonico, fresco, moderatamente acido                                                                               |
| titolo alcolometrico minimo | 11,00% vol |
| acidità totale minima       | 5,00 g/l |
| estratto secco minimo       | 15,00 g/l. |